# Backseat
Backseat è un brano musicale del duo hip hop statunitense New Boyz, pubblicato come secondo singolo estratto dall'album Too Cool to Care il 15 febbraio 2011. Il singolo ha raggiunto la trentasettesima posizione della classifica Billboard Hot 100.

## Tracce
- Deluxe Single[2]

1. Backseat (Instrumental Version) – 3:44
2. Backseat – 3:44
3. Tough Kids – 3:10

Durata totale: 10:38

## Classifiche
| Classifica (2011)        | Posizione più alta |
| ------------------------ | ------------------ |
| US Hot 100 (Billboard)   | 37                 |
| US Pop Songs (Billboard) | 39                 |
| US Rap Songs (Billboard) | 14                 |

### Classifiche di fine anno
| Classifica (2011) | Posizione |
| ----------------- | --------- |
| Stati Uniti       | 84        |